# Emery d'Amboise
Émery, Aymeri ou Emeri d'Amboise (1434-1512) fut le 41e grand maître des Hospitaliers de l'ordre de Saint-Jean de Jérusalem.

## Biographie
Émery d'Amboise est né en 1434 au château de Chaumont-sur-Loire, fief de la famille d'Amboise. Il était le troisième fils de Pierre d'Amboise (1408-1473), chambellan de Charles VII et Louis XII, et d'Anne de Bueil (1405-1458), fille de Jean IV de Bueil. Son frère cadet, Georges, sera le futur cardinal d'Amboise, premier ministre de Louis XII.

### Évolution dans l'Ordre
Il assumait la fonction de trésorier général de l'ordre de Saint-Jean de Jérusalem. Il était également commandeur de la commanderie d'Arville, près de Vendôme, en 1478, de la commanderie de Beauvoir, à Buigny-Saint-Maclou près d'Amiens, de 1491 à 1495, et de la commanderie de Boncourt, près de Saint-Quentin, avant 1503. Il avait été général des galères sous d'Aubusson, qui avait récompensé ses services par le grand prieuré de France.

### Grand maître de l'Ordre à Rhodes

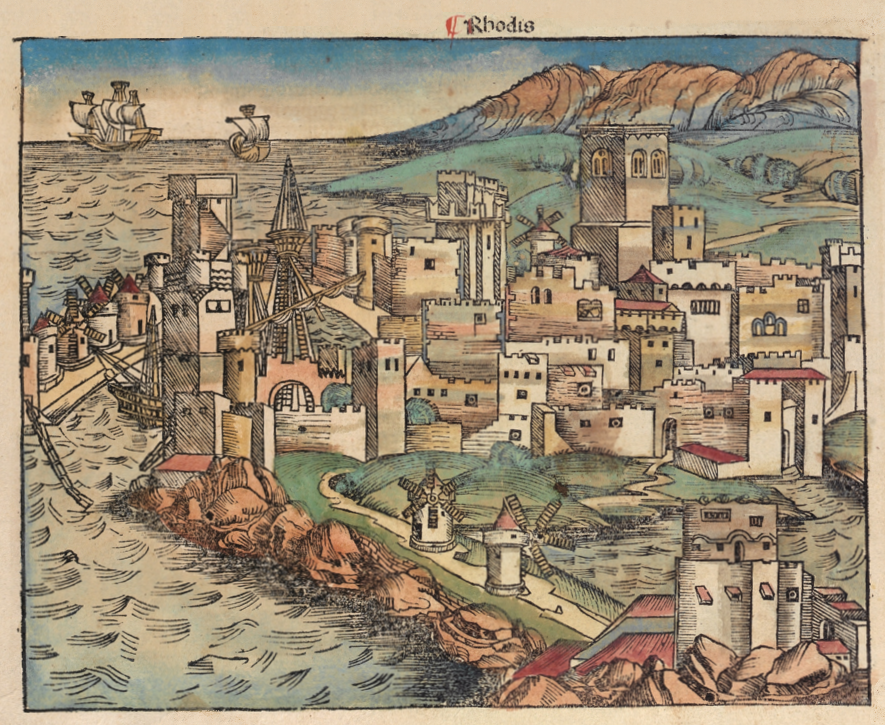
Rhodes vers 1500

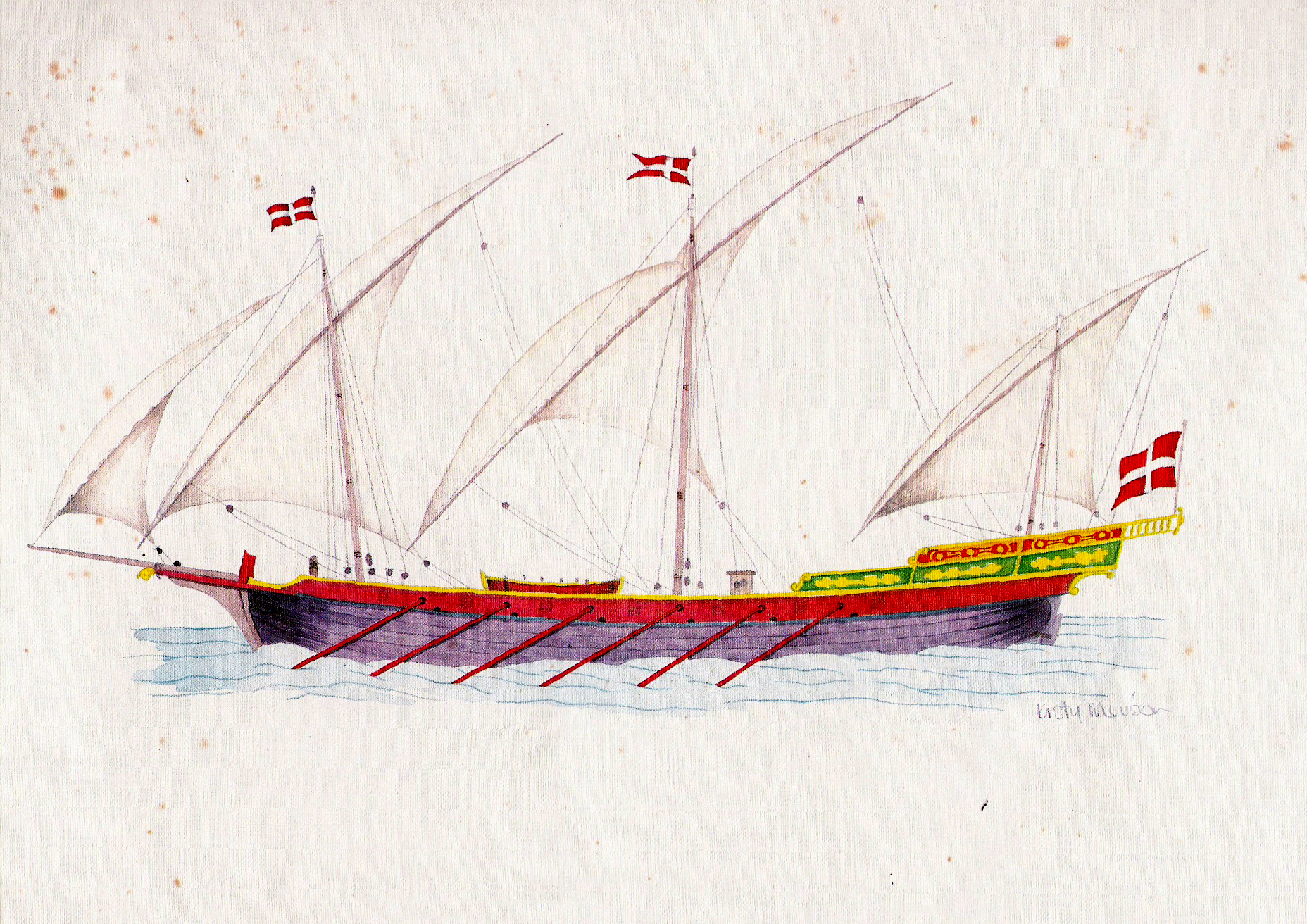
Galère de l'Ordre

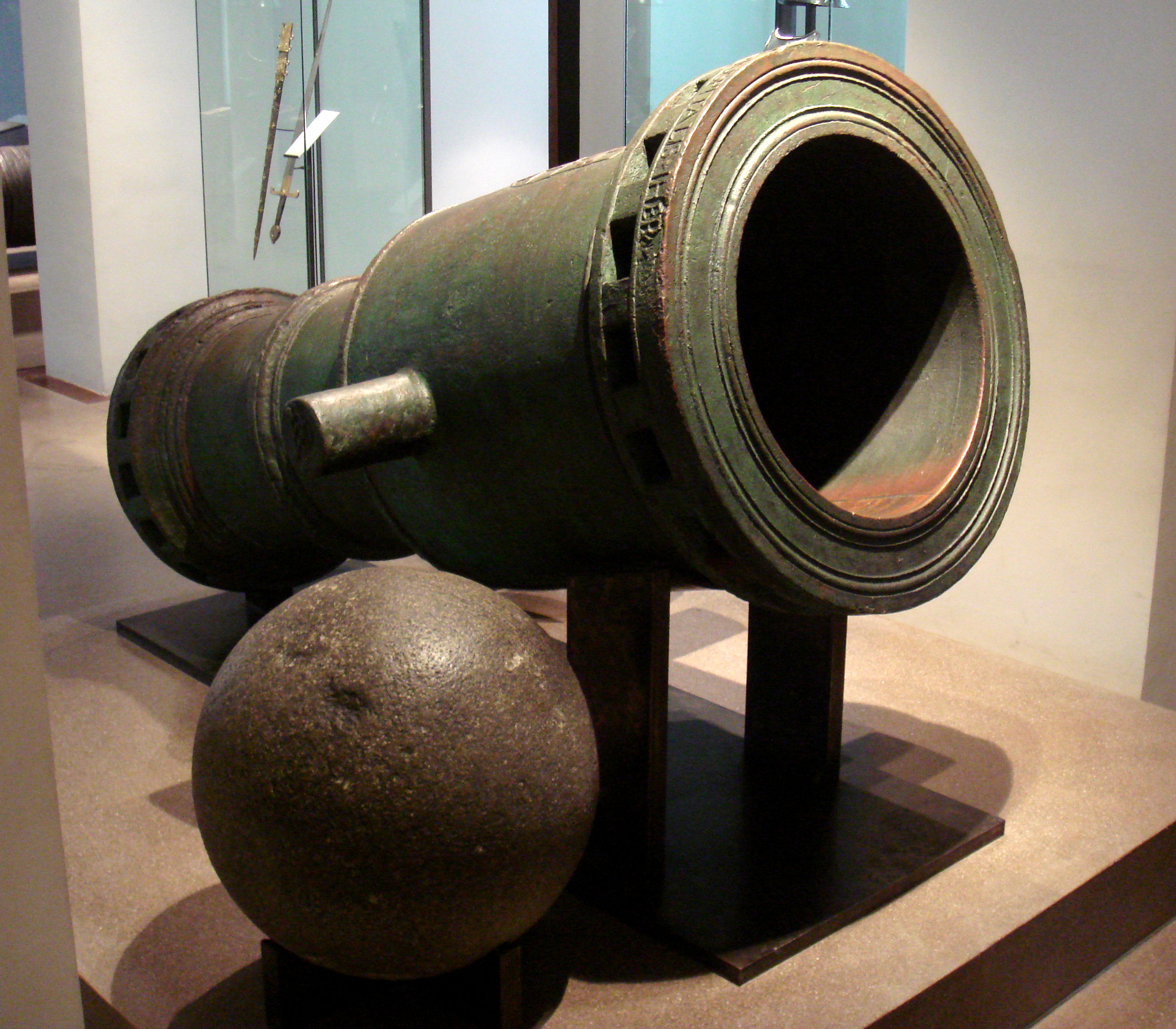
Bombarde de Rhodes de l'époque portant les armoiries de Pierre d'Aubusson

Le 10 juillet 1503, quelques jours après la mort de Pierre d'Aubusson, grand maître depuis 1476, les trois cent quatre-vingt-sept membres de l'Ordre présents à Rhodes se réunirent sous la présidence de son neveu, Guy de Blanchefort, lieutenant du magistère, et élurent pour lui succéder le grand prieur Émery d'Amboise.
Émery était à son prieuré lors de son élévation au magistère; avant de partir pour Rhodes, il alla prendre congé du roi Louis XII, qui lui donna un témoignage de l'estime particulière en laquelle il le tenait, et de celle qu'il professait pour l'ordre auquel il allait commander. Le roi lui fit don de l'épée que saint Louis porta dans sa croisade, en y ajoutant un morceau du bois de la Vraie Croix pour le trésor de la cathédrale Saint-Jean à Rhodes.
Le nouveau grand maître arriva, vers la fin de l'année 1504, à Rhodes, où il était impatiemment attendu. Un chroniqueur contemporain relate ainsi l'évènement : « Un pont qui devait lui servir de débarcadère avait été construit exprès, et couvert de tapis turcs, de drap d'or ou de soie, à ses couleurs et à ses armes. D'Amboise aborda au fort Saint-Nicolas, où le maréchal, l'hospitalier, les prieurs et le vice-chancelier allèrent le recevoir. L'amiral, avec les membres du conseil, l'attendait sur le pont, où il fut conduit dans la galère capitane. Au moment où il mit pied à terre, l'artillerie des remparts mêla ses saluts aux sons des instruments militaires. Sous la porte de la ville, toute tendue de draps fins de toutes couleurs, le clergé attendait le nouveau chef de la religion. Le prieur de l'église présenta la croix à ses lèvres; et après les actes de dévotion usités tout le cortège monta à l'église Saint-Jean. Les rues par lesquelles il devait passer étaient tapissées et couvertes de fleurs odorantes. De chaque côté, les maisons étaient ornées du blason d'Émery d'Amboise. Il n'y avait pas une fenêtre qui ne fût garnie de dames qui, par leur accueil gracieux et leurs gestes, témoignaient au grand maître le plaisir que Rhodes ressentait à voir ses destinées confiées à ses talents. »
Dès 1505, il remporta une victoire contre le corsaire Carnali (à la solde des Sarrasins), qu'il chassa de Rhodes et des îles environnantes. L'année suivante, en 1506, il s'empara d'une flotte de sept vaisseaux envoyés par le sultan d'Égypte. En 1507, il s'empara d'une immense caraque nommée La mogardine, ou, (La reine des mers). Ce vaisseau, partait tous les ans d'Alexandrie pour aller vendre des soieries, des épices, et toutes sortes de marchandises, sur les côtes d'Afrique du nord. Il était haut de sept ponts et pouvait embarquer, en plus de l'équipage, et des marchandises, plus de mille soldats et cent canons pour sa défense.
De 1507 à 1510, dans les mers du Levant, Émery d'Amboise s'empara, avec sa flotte, de nombreux vaisseaux appartenant aux sarrasins. Furieux ces derniers décidèrent d'en finir et préparèrent une flotte de vingt cinq bâtiments. Prévenu, Émery d'Amboise rassembla une flotte de vingt-deux navires, et, La mogardine en tête, il attaqua la flotte ennemi dans le golfe d'Ajazzo, près de Monténégro. Il remporta une magnifique victoire et put se saisir de onze vaisseaux ennemis et de quatre galères. Il ramena également un précieux butin et de nombreux prisonniers.

## Un gestionnaire sage et avisé
Durant son magistère Émery d'Amboise fit faire de nombreux travaux dans l'île de Rhodes. Il consacra son immense fortune au soulagement des pauvres, dont il était considéré comme le père, et aux fortifications qu'il fit édifier à Rhodes. Prince sage, et habile dans le gouvernement, heureux dans toutes ses entreprises, il parvint à enrichir l'Ordre, en épouillant les infidèles, mais sans s'enrichir lui-même :Il mourut pauvre, mais n'en laissa point dans ses états !
Un de ses décrets illustre sa rigueur : « Que personne ne puise armer de vaisseaux dans le Couvent sans permission du Maître & du Conseil » : « Nous défendons aux Frères de notre Ordre, de quelque dignité qu'ils soient revêtus, à laquelle soit attachez l’administration de la justice, comme notre Sénéchal, notre Châtelain, & les Officiers qui sont chargez de la régie des biens de l'Ordre, comme le Conservateur général, notre Maître de Chambre, notre Receveur, les Commandeurs du Grenier, de l’Arsenal & de l’artillerie, ni ceux qui leur sont subordonnés, d'armer des vaisseaux sous leur nom, ou sous celui de personnes interposées, secrètement ni à découvert, sous quelque prétexte que ce soit, pour courir sus, ou faire la guerre aux Infidèles, d'entrer en société dans les armemens faits par d'autres, à peine de perdre leur Charge, à laquelle il sera aussitôt pourvu, tout de même que si leur tems étoit expiré, et de confiscation du prix de l’armement, & de tous les profits qu'ils pourroient y avoir faits, qui seront portez à notre commun Trésor, à l’exception du tiers qui sera délivré au dénonciateur, sans exception ou diminution quelconque. »

## Décès
Émery d'Amboise mourut à Rhodes le 13 novembre 1512, à l'âge de soixante dix-huit ans. Sur son tombeau, dans l'église Saint-Jean de Rhodes, on pouvait lire:
Il défendit les biens de hôpital
et repoussa les insultes des mahométans,
qui interceptaient les dons pieux
fait à son ordre.
Qu'il vive en paix à l'abri des insultes

## Armes

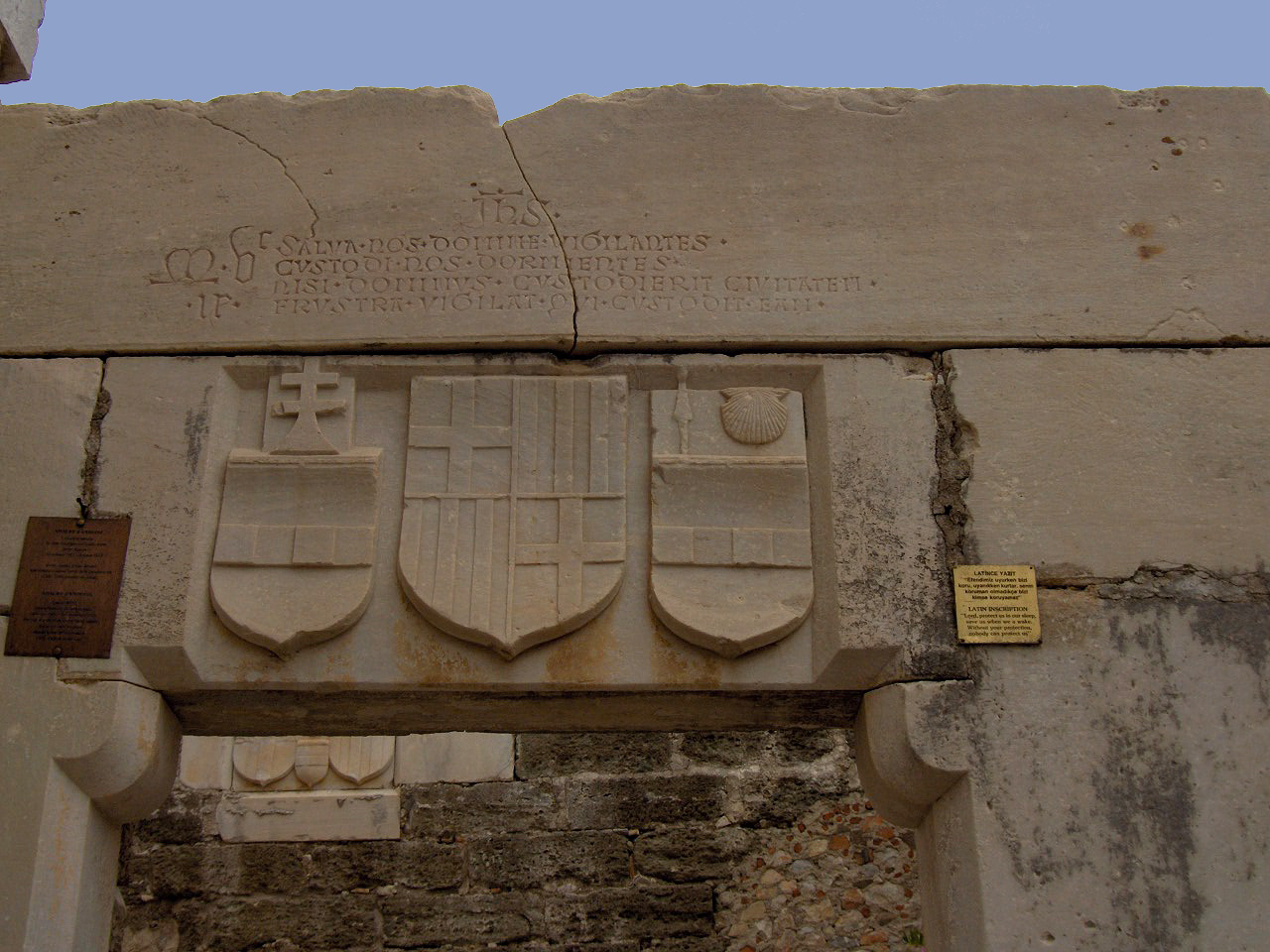
Armes d'Émery d'Amboise à Bodrum

| Armes d'Émery d'Amboise | Les armes d'Émery d'Amboise se blasonnent ainsi : « Écartelé, au premier et au quatrième de La Religion, au deuxième et au troisième palés d'or et de gueules de six pièces » |

Le blasonnement, dans les documents de l'Ordre, donnent pour description du premier écartelé « de La Religion » (synonyme de « la croix de l'ordre » qui était à l'époque une simple croix blanche sur un fond rouge). La coutume d'écarteler les armes des grands maîtres de l'Ordre avec celles dites « de La Religion » ne s'établit d'une manière définitive qu'à la fin de XVe siècle avec le grand-maître Pierre d'Aubusson, comme nous le prouvent des monuments authentiques. Émery d'Amboise, successeur de d'Aubusson, continua l'usage de l'écu écartelé qui s'est perpétué jusqu'à nos jours.
On retrouve ses armoiries sur plusieurs bâtiments qu'il fit construire dans Rhodes ou dans les îles environnantes. À Rhodes, la porte monumentale par laquelle entraient les chevaliers, fut terminée sous son gouvernement. Elle porte aujourd'hui le nom de Porte d'Amboise et les armes d'Emery d'Amboise y sont sculptées. On les trouve aussi dans la chapelle Saint-Georges du château de l'île de Leros, sur les murs d'enceinte de cette île et sur un calice d'argent doré conservé dans la sacristie de l'église de Cobrieux.
Au sujet des armoiries, Louis Moréri relate une plainte survenue après le décès d'Emery d'Amboise :
« Les chefs des langues se plaignirent au conseil de ce que le défunt grand maître d'Amboise avoit fait mettre trois fleurs de lys de marbre sur la porte qu'il avoit fait bâtir au boulevard proche du palais du grand maître ; ce qui sembloit donner à la couronne de France quelque supériorité sur la religion, & ils demandèrent qu'elles fussent ôtées. Après plusieurs contestations, les fleurs de lys furent portées, par ordre du conseil, sur la muraille du quartier de France, & il fut permis aux autres langues d'en faire autant des armes de leurs princes. »

## Référencement